# Регина Апостолорум (титулярная церковь)
Титулярная церковь Регина Апостолорум (лат. Titulus Reginae Apostolorum) — титулярная церковь была создана Папой Павлом VI 5 февраля 1965 года апостольской конституцией «Purpuratorum Patrum numerum». Титулярная церковь принадлежит базилике Санта-Мария-Регина-дельи-Апостоли-алла-Монтаньола. Титулярная церковь расположена в квартале Рима Остиенсе, на улице Антонина Пия. 

## Список кардиналов-священников титулярной церкви Регина Апостолорум
- Эрменеджильдо Флорит — (25 февраля 1965 — 8 декабря 1985, до смерти);
- Джузеппе Мария Сенси — (22 июня 1987 — 26 июля 2001, до смерти);
- Вирджилио Ноэ — (26 февраля 2002 — 24 июля 2011, до смерти);
- Иоанн Тун Хон — (18 февраля 2012 — по настоящее время).